# Barbados Museum & Historical Society
Barbados Museum & Historical Society, en català Museu i societat històrica de Barbardos és el nom que rep un museu al país antillà de Barbados. Va ser establert l'any 1931 i té prop de 500.000 objectes. El museu va començar com una societat històrica fundada pel Sr Eustace Maxwell Shilstone. En aquest moment, el mandat de la societat històrica era la de estudiar i deixar constància permanent de la història de l'illa, les seves famílies i els principals homes públics, edificis antics i altres assumptes d'interès per als antiquaris a Barbados ia l'estranger.